# Cryptotis nigrescens
Cryptotis nigrescens is een zoogdier uit de familie van de spitsmuizen (Soricidae). De soort komt voor in Midden-Amerika.

## Naamgeving
De wetenschappelijke naam van de soort werd voor het eerst geldig gepubliceerd door Joel Asaph Allen in 1911.

## Verspreiding
Cryptotis nigrescens komt voor in Costa Rica en het westen Panama. Deze soort leeft op hoogtes tussen de 800 en 2.900 meter boven zeeniveau. Regenwouden, nevelwouden, boomsavannes en landbouwgebieden vormen het leefgebied.

## Kenmerken
Cryptotis nigrescens heeft een kopromplengte van 55 tot 83 mm, een staart van 19 tot 37 mm lang en een gewicht van 5 tot 8 gram. De vacht is op de rugzijde zwart en op de buikzijde asgrijs. Deze spitsmuis heeft een relatief korte en brede snuit.

## Leefwijze
Deze spitsmuis is met name nachtactief. In de strooisellaag zoekt Cryptotis nigrescens met zijn snuit en voorpoten naar voedsel. Insecten, larven, spinnen, wormen en kleine gewervelden zoals hagedissen en kikkers worden gegeten. Daarnaast worden soms ook schimmels en zaden gegeten. Cryptotis nigrescens is solitair. Nesten worden gemaakt onder boomstronken of rotsen en bevinden zich in zelf gegraven tunnels of in holen die door andere dieren zijn verlaten. De nesten zijn gevuld met droog gras en bladeren. Per worp worden één tot drie jongen geboren.